# Station Wendisch Evern
Station Wendisch Evern (Haltepunkt Wendisch Evern) is een spoorwegstation in de Duitse plaats Wendisch Evern in de deelstaat Nedersaksen. Het station ligt aan de spoorlijn Wittenberge - Jesteburg. 

## Indeling
Het station is een typisch voorbeeld van een station van de laagste categorie 7. Het enige perron is niet bestraat, maar heeft wel verlichting en een abri. Het station is te bereiken via de straat Am Bahnhof.

## Verbindingen
Het station wordt alleen door treinen van erixx bedient. De volgende treinserie doet het station Wendisch Evern aan:
| Serie | Treinsoort           | Route                                                   | Bijzonderheden                           |
| ----- | -------------------- | ------------------------------------------------------- | ---------------------------------------- |
| RB 32 | Regionalbahn (Erixx) | Lüneburg – Wendisch Evern – Dahlenburg – Dannenberg Ost | Wendlandbahn Rijdt eenmaal per drie uur. |